# Mesopolobus amaenus
Mesopolobus amaenus är en stekelart som först beskrevs av Walker 1834.  Mesopolobus amaenus ingår i släktet Mesopolobus och familjen puppglanssteklar. Arten är reproducerande i Sverige. Inga underarter finns listade i Catalogue of Life.